# Одеська (станція метро, Харків)
«Оде́ська» — проєктована станція Харківського метрополітену. Буде розташована на Олексіївській лінії Харківського метрополітену між станціями «Каштанова» та «Мотель „Дружба“», відповідно до «Обласної програми будівництва та розвитку Харківського метрополітену на 2007—2012 роки», за належного фінансування.

## Історія будівництва

Проєкт лінії на мапі до станції «Одеська» Олексіївської лінії Харківського метрополітену

10 листопада 2015 року тодішній мер Харкова Геннадій Кернес заявив, що будівництво дільниці до станції «Одеська» розпочнеться одразу після відкриття станції «Перемога»:
«Наша стратегічна задача — це станція «Одеська». Звідси будівельники перейдуть туди. У нас вже зарезервовано будівельні майданчики. Відповідно, ми вже частину устаткування перевозимо на ці майданчики. І, звісно, ми хочемо, щоб у Харкові була більш широка мережа метрополітену».

16 листопада 2015 року Кабінет Міністрів України затвердив скоригований титул на виконання проєктно-пошукових робіт для реалізації будівництва метрополітену від станції «Метробудівників» до станції «Одеська» загальною вартістю проєкту 2,66 млрд грнтвень. 2 грудня 2015 року стало відомо, що Європейський банк реконструкції та розвитку визначив підрядника для виконання проєктно-дослідних робіт із продовження Олексіївської лінії до станції «Одеська». Ним став австрійський консорціум «Bernard-SGS-ISP-Axis». Роботи мають бути завершені до травня 2016, а до кінця 2016 ЄБРР має ухвалити рішення щодо виділення 174 млн євро під державні гарантії України для будівництва метро в Харкові. Мер Харкова Геннадій Кернес, презентуючи інвесторам план розвитку метрополітену, зауважив, що «нова станція суттєво підвищить рівень пасажиропотоку — «Одеська» збільшить його на 25 млн гривень на рік».Згідно з документом, будівництво третьої лінії харківського метрополітену від станції «Метробудівників» до станції «Одеська» планувалося розпочати у 2019 році і завершити у 2022 році. У ході проєкту передбачалося будівництво 3,47 км колії метрополітену та двох нових станцій — «Державінської» і «Одеської». Прогнозована вартість будівельно-монтажних робіт становила 1,97 млрд гривень, проєктно-пошукових робіт — 3,62 млн грн..
Станом на кінець 2021 року тривали роботи щодо підготовки будівельних майданчиків, знесенню будівель.
Через повномасштабне російське вторгнення в Україну будівництво було призупинено.